# غروفر جاكسون
غروفر جاكسون (بالإنجليزية: Grover Jackson)‏ هو صانع وتريات ‏ أمريكي، ولد في 20 أغسطس 1951 في تشاتانوغا في الولايات المتحدة.

## وصلات خارجية
- الموقع الرسمي